# Železniško postajališče Sodna vas
Železniško postajališče Sodna vas je eno izmed železniških postajališč v Sloveniji, ki oskrbuje bližnji naselji Marčja vas (kjer se nahaja) in Sodna vas.